# Olof Buckard
Martin Olof Buckard, född 12 april 1933 i Alunda, är en svensk
underhållare, satiriker, estradör, imitatör, samhällsdebattör, krönikör, predikant, poet och författare.
Buckard har varit verksam sedan 1960-talet, ofta som estradör i enmansföreställningar på teater.

## Biografi
Buckard är son till missionspastorn Martin Buckard (1906–1990) och Karin, född Granat (1910–1995). Buckard debuterade som artist och imitatör på Akademiska föreningen i Lund i början av 1960-talet och underhöll sedan i olika akademiska sammanhang för att 1972 slå igenom med cabarén ”Nachspiel i underhuset”, dåvarande Stockholms stadsteater. Han har därefter gisslat och personifierat makthavare på alltifrån nattklubbar och teaterscener till universitetsaulor och predikstolar.
Buckard har också framträtt många gånger i TV. Den 23 januari 1988 var han huvudperson i tv-programmet Här är ditt liv. Buckard har ifrågasatt hur vårt samhälle definierar vad som är sjukt, friskt, normalt och livsdugligt.
Buckard är numera även predikant, en rätt han erhöll genom så kallad venia av biskop Krister Stendahl i direktsänd TV. Buckard lider sedan barndomen av tvångssyndrom (OCD) och Tourettes syndrom, vilket satt en stark prägel på hans liv. Han har bland annat medverkat i en informationsfilm om Tourettes syndrom och berättat om sitt första minne om hur olika tics kunde dyka upp i barndomen.
Under hösten 2014 höll Buckard en serie kulturkvällar med kända gäster på Boulevardteatern i Stockholm. Buckard var fram till 1978 gift med Anna-Maria Hagerfors, med vilken han har adoptivsonen Hannes (född 1972).

## Diskografi
- 1984 – Vinteretik för spretiga röster
- 2000 – Gunno Södersten - Gud är kärlek - Preludier till evigheten

## Filmografi (urval)
- 1971 – Lucky Luke rensar stan (Röst)
- 1974 – De tre från Haparanda (TV-serie)
- 1974 – IB-affären
- 1978 – Chez Nous
- 1978 – Man måste ju leva...
- 1984 – Lykkeland (TV-serie)
- 1987 – Fadern, Sonen och Den Helige Ande...